# Welios

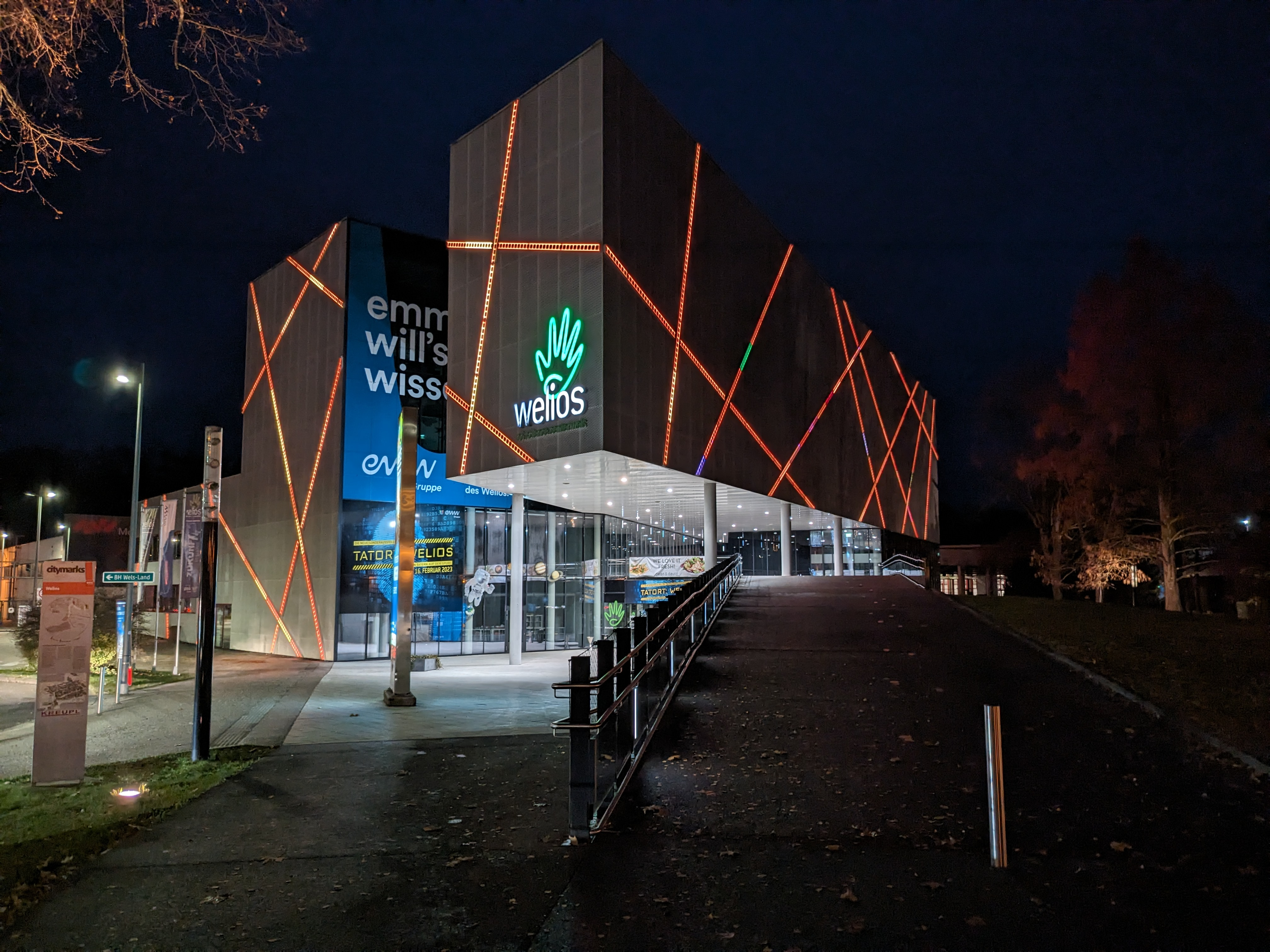
Blick auf das Welios bei Nacht

Das Welios ist eine dauerhafte Erlebnisausstellung zum Thema erneuerbare Energien und entspricht dem Konzept eines Science Centers. Das Gebäude liegt nahe dem Stadtzentrum der oberösterreichischen Stadt Wels, die Eröffnung fand am 16. April 2011 statt.
Der Name „Welios“ setzt sich aus dem Stadtnamen sowie dem Sonnengott Helios zusammen.

## Ausstellung und Inhalte
Die Dauerausstellung behandelt auf 2.500 m² die Themen Energieeffizienz, Energiesparen und insbesondere erneuerbare Energien. In verschiedenen Innen- und Außenbereichen werden den Besuchern die Bereiche Wasser und Wasserkraft, Biomasse, Sonnenenergie und Windkraft sowie Geothermie spielerisch nähergebracht. Nach Angaben der Betreiber steht das eigenständige und spielerische Experimentieren der Besucher mit den ca. 150 Exponaten im Vordergrund.
Im Sonderausstellungsbereich werden auf 550 m² im wechselnden Rhythmus weitere Themenbereiche in sogenannten Mitmachausstellungen umgesetzt.
Für Schulklassen gibt es eigene Programme und Workshops.

## Gebäude und Architektur
Das Gebäude wurde vom Linzer Architektenteam archinauten entworfen und in Niedrigstenergiebauweise errichtet. Bauherren sind die Stadt Wels und das Land Oberösterreich, die dafür ihre Kompetenzen an die OÖ Science-Center Wels Errichtungs-GmbH übertragen haben. Den Betrieb wird die Welios Betriebs-GmbH auf eigenes Risiko führen.

### Niedrigstenergiebauweise
Das Welios ist das erste Gebäude dieser Größenordnung, das in Niedrigstenergiebauweise errichtet worden ist. Dies war nur durch ein ausgeklügeltes Energiekonzept, der Massivbauweise und eines hochgedämmten Außenwand-Aufbaues möglich. Um eine energetische Optimierung zu erreichen, wurde von Beginn des Projektes an und vor allem während der Ausführungsplanung ein laufendes Energiebilanz-Monitoring durchgeführt.

### Beleuchtungskonzept
Durch die Architektur mit seiner optisch aufgesprengten Fassade erreichte man eine optimale Tageslichtnutzung für das Gebäude. Als positiven Nebeneffekt dieser ungewöhnlichen Bauweise erhielt man durch die gegenüberliegenden Glasfassaden eine wechselseitige Abschattung der Innenräume. Die energiesparende Beleuchtung wird über Helligkeitssensoren tageslichtabhängig gesteuert.

### Behaglichkeitskonzept
Die thermische Behaglichkeit und ein umfassendes Wohlgefühl für Besucher und Mitarbeiter standen von Beginn an im Mittelpunkt der haustechnischen Planung. In den Obergeschoßen nutzte man bauteilintegrierte Klimaflächen für ein angenehmes Strahlungsklima. In höher belasteten Bereichen (Eingangsbereich, Gastronomie, …) wurden hinter akustischen Trockenbauplatten hocheffiziente und rasch reaktionsfähige Klimaelemente eingebaut. Im Erdgeschoß wurde zusätzlich zur Decken- und Bodenaktivierung eine moderne Niedertemperatur-Fußbodenheizung installiert. Die Belüftung des bis zu 1000 Personen zugelassenen Ausstellungsgebäudes erfolgt über eine sensorgesteuerte Lüftungsanlage mit hocheffizienter Wärmerückgewinnung. Dadurch kann die Luftmenge entsprechend der Notwendigkeit exakt angepasst werden. Aufgrund des optimalen Temperaturniveaus des genutzten Grundwassers können sämtliche Klimaflächen und Kühlregister des Gebäudes damit versorgt werden. Infolge der effizienten Wärmerückgewinnung wird nur eine geringe Nachheizung durch die solare Fernwärme benötigt. Diese wird mittels Vakuumröhrenkollektoren auf dem etwa 100 m entfernten Messedach produziert.

### Trinkwassermanagement
Um eine ressourcenschonende Verwendung des Trinkwassers zu gewährleisten, werden sämtliche Sanitäranlagen über eine Nutzwasseranlage aus der „Welser Heide“ versorgt. Für die Warmwasserbereitung wurde die auf dem Dach montierte, 20 m² große, thermische Solaranlage mit einem Hygiene-Hochleistungsspeicher ausgestattet.

### Stromerzeugung
Die Stromerzeugung erfolgt über gebäudeintegrierte Photovoltaik in unterschiedlichen Nutzungsvarianten. Zum einen wurde diese im Glasdach des Eingangsbereiches integriert. Das besondere dieser Ausführung ist die Geometrie – keines der 25 Module gleicht dem anderen. Durch einen Zellenabstand von 40 – 50 mm konnte noch zusätzlich eine 50-prozentige Verschattung des Innenraumes erreicht werden. Dadurch ergab sich eine Verringerung der Kühllast. Der Gesamtertrag der verbauten polykristallinen Solarzellen im Glasdach beträgt jährlich 4500 kWh, bei einer Gesamtleistung von 5,1 kWp. Zum anderen sind es die in die Fassade integrierten, mit Solarzellen versehenen, sogenannten „Kraftlinien“ – das architektonische Highlight des Gebäudes. Mit diesen gebäudeumspannenden Bändern bekam das Science Center erst sein unverwechselbares Erscheinungsbild. Die dabei verwendeten 109 monokristallinen Zellen erreichen eine Gesamtleistung von 3,7 kWp mit einem Jahresertrag von ca. 2200 kWh. Durch die Hinterleuchtung mit energiesparenden LED-Lichtleisten und der damit verbundenen Bespielungsmöglichkeit der Fassade erhält das Gebäude auch in der Dunkelheit die nötige Präsenz und Aufmerksamkeit.

## Geschichte
Der Grundstein des Welios wurde in den 1990er Jahren von der österreichischen Industriellenvereinigung gelegt. In Oberösterreich sollte ein Wissenschaftscenter mit ausgeprägtem Erlebnischarakter entstehen. Die Projektentwicklung für das Projekt fand in der Energyland Projektierungsgruppe statt, die in Zusammenarbeit mit der Stadt Wels, dem Land Oberösterreich und Partnern aus Wirtschaft und Bildung die Idee eines Science Centers zum Thema erneuerbare Energien entwickelte. Die Eröffnung des Welios fand am 16. April 2011 statt. Im Februar 2011 wurde die Bautätigkeit durch einen Brand unterbrochen.